# Kakuzu
Kakuzu (角都?) es un personaje del manga y anime Naruto, miembro de la Organización Akatsuki. Posee el anillo Hokuto (北斗 Estrella del norte?), el cual lleva en el dedo medio izquierdo. Su compañero es Hidan, con el que no se lleva bien, a pesar de lo cual forman un buen equipo en la lucha. Es el tesorero de la organización. Así mismo, se puede decir que Kakuzu trabaja, en sus "ratos libres", como cazarrecompensas a pesar de las protestas iniciales de su compañero de equipo.
Tanto en el anime como en el manga, Kakuzu es un ninja de la Aldea Oculta de la Cascada. Desde sus primeras apariciones se presentó como un hombre interesado por los negocios. Tras conseguir cobrar una jugosa recompensa por la cabeza de Chiriku, intentó conseguir la de Asuma Sarutobi, por la cual igualmente quería cobrar una recompensa. Durante su desarrollo en la serie, Kakuzu demuestra que ya no es humano y que intento asesinar al primer hokage (sin tener éxito), haciendo uso de un jutsu prohibido conocido como Jiongu.

## Personalidad
Desde sus primeras apariciones, Kakuzu demuestra ser una persona fría y muy interesada por los negocios, como lo demuestra al entregar la cabeza de Chiriku (amigo de Asuma, que protegió al Señor Feudal del País del Fuego). Kakuzu considera que los rituales y la religión de Hidan son una "pérdida de tiempo", argumentando que "hay mejores cosas que hacer". Tiene un carácter muy violento, lo cual le ha hecho matar en el pasado a algunos de sus compañeros, pues posee una fuerza sobrehumana increíble. Es por eso que ha admitido que Hidan es su compañero ideal debido a su inmortalidad.

## Historia

### Pasado
En su tiempo, Kakuzu fue un ninja élite de la Aldea Oculta de la Cascada al que le fue asignada la misión de asesinar a Hashirama Senju (el primer Hokage) para así obtener los secretos del Mokuton, sin embargo, fue derrotado por esos mismos poderes. Kakuzu retornó a su aldea cargando con la humillación sufrida, razón por la cual fue castigado y encerrado en la prisión de su país. Debido al maltrato que sufrió durante su encierro, el cual consideró injusto pues arriesgó su vida por proteger a la Aldea Oculta de la Cascada, hizo que surgiera en él un odio acérrimo hacia su propia aldea. Una vez que salió de la prisión, robó el mayor de los secretos de la aldea, la técnica prohibida de robar corazones, la cual usó para robarle el corazón a los líderes de su propia aldea, permitiéndole alcanzar la avanzada edad de 91 años y ostentar una longevidad pasmosa. Kakuzu fue reclutado por Pain, en donde tuvieron un enfrentamiento mano a mano en el cual salió victorioso Pain. Kakuzu se rehusó a formar parte de Akatsuki ya que su interés era el dinero pero Pain lo convenció sobre su plan de formar una organización y aceptó a su petición.

### Primera parte

Símbolo que lleva Kakuzu en su banda y que hace referencia a la Aldea Oculta de la Cascada.

Al igual que el resto de sus compañeros, Kakuzu tuvo un pequeño cameo durante el episodio 135 de la primera parte de Naruto, donde aparece en la reunión de Akatsuki. Su apariencia era distinta a la definitiva, siendo al menos 2 veces más alto que sus compañeros.

### Segunda parte

#### Primer enfrentamiento
Dos años y medios después, en la segunda parte, Kakuzu aparece formalmente junto con Hidan intentando atrapar a Matatabi, el bijū de dos colas que estaba dentro de la Jinchūriki, Yugito Nii, quien muere después de que Hidan realizara su ritual. Luego, reciben la misión de capturar a Kurama en el País del Fuego sellado en Naruto Uzumaki. Debido a su ambición por el dinero, acude a un monasterio budista del País del Fuego para capturar a Chiriku, un monje "cuya cabeza está muy bien valorada" en el mercado negro de los criminales. Tras cobrar la recompensa por el monje, Hidan y él se ven atrapados por Asuma, Shikamaru y dos chūnin más de Konoha. La única intervención que hace en esta pelea es para retener a los dos chūnin con sus brazos extensibles, y para volver a coser la cabeza de Hidan a su cuerpo cuando Asuma lo decapitó.

#### Segundo enfrentamiento y muerte
En su siguiente encuentro con los ninjas de Konoha, Kakashi le atraviesa el corazón con el Chidori, pero entonces él revela que tiene aún cuatro más que lo mantienen vivo. En su espalda, normalmente cubierta por su atuendo de Akatsuki, hay cuatro máscaras, que pueden abandonar el cuerpo tomando la forma de cuatro monstruos hechos con los mismos hilos que Kakuzu lleva por dentro, y que él controla directamente. Kakashi en realidad había matado a una de ellas, ya que al salir cae al suelo. Kakuzu sigue su combate con los de Konoha y fusiona dos de sus máscaras atacando seguidamente a kakashi, llegando un momento en el que estuvo a punto de sacarle el corazón a Kakashi, mientras que Shikamaru engaña a Hidan soltando sangre que supuestamente Hidan le había sacado, pero en realidad era de su compañero y Hidan no alcanza a darse cuenta del engaño y hace el ritual de tal forma que provoca la muerte de otro de los corazones de Kakuzu, al hacerle usar sangre de su propio compañero en su técnica de sacrificio por esto muere el corazón que Kakuzu tenía en su cuerpo y muere pero luego una de las máscaras le da su corazón voluntariamente y Kakuzu revive. Afirma entonces que hacía mucho que nadie había conseguido acabar con dos de sus corazones en la misma pelea.
Los dos entes restantes regresan a su cuerpo, que al hacerlo se convierte en una gran araña de cables saliendo por entre todas las suturas y la espalda. Las dos máscaras restantes aparecen sobre sus hombros. Cuando estaba transformado en esa araña ataca a kakashi, Chouji e Ino, pero son salvados por Naruto y el capitán Yamato quienes juntaron dos ataques para rechazar el de Kakuzu. Naruto usa sobre él su nueva técnica (Fūton: Rasen Shuriken), pero falla por retrasarse demasiado en llevarla a cabo. Kakuzu desarrolla luego una mayor cantidad de cables que salen de él formándose en colas y alas (siete a su espalda y una por la boca), preparándose para un siguiente ataque. Por primera vez se le cae el protector de la Aldea Oculta de la Cascada y se ve que lleva el pelo largo de color negro.
Naruto reinicia su técnica, pero Kakuzu parece esquivarla, creyendo que si se enfocaba en el original e ignoraba a los clones de sombra que lo distraen lograría vencerlo, sin embargo cuando Kakuzu cree haberlo derrotado atacando al que tenía el jutsu, descubre que el Naruto que atacó solo era un clon de sombra, usado solo para distraerlo y se percata que el Naruto original rápidamente aparece por la espalda de él con otro Rasen Shuriken igual y Naruto logra impactarlo directamente, destruyendo las dos máscaras restantes por completo. La técnica, usada aquí por primera vez, deja un cráter gigantesco (a pesar de ser usada en el aire) al que cae el cuerpo semidescosido de Kakuzu.
El Akatsuki, queda tendido en el fondo del cráter, y no consigue explicarse cómo unos ninjas tan jóvenes (en comparación con él) han podido vencerlo. Kakashi le responde que una generación siempre supera a la anterior y que es el momento de que él muera y de que los jóvenes sigan adelante, tras lo cual procede a rematarlo con su Chidori, puesto que aún le quedaba su propio corazón. Su cadáver es transportado a Konoha, donde la misma Tsunade le realiza la autopsia. Esta demuestra que el ataque Fūton: Rasen Shuriken le produjo daños internos a nivel de flujo de chakra, lo que explica su derrota.

### post mortem
En el Manga 489 se puede ver que Kabuto ha aprendido el Kuchiyose: Edo Tensei, resucitando a Kakuzu y a otros miembros de Akatsuki (Itachi, Deidara, Nagato y Sasori) rumbo a la cuarta guerra ninja.
luego se le ve junto a sus compañeros Nagato e Itachi.
Más adelante, se le vuelve a mostrar en la pelea de los hermanos Kinkaku y Ginkaku.
Finalmente, Chouji lo aplasta con su Bubun Baika no jutsu, fue sellado y su alma asciende nuevamente al ser liberada la técnica del Edo Tensei.

## Habilidades

Kakuzu se caracteriza por el uso de los cinco elementos.

El "Jiongu" que robó de los secretos de su aldea tras considerar que había sido castigado injustamente y es una de sus habilidades principales, es una de las técnicas o jutsus que lo caracteriza. Ésta tornó su piel de un color oscuro y consiste en usar unos hilos muy delgados que salen por en medio de las suturas de las manos del portador con la cual el usuario roba sin que nadie lo note el corazón del oponente para usarlo en sí mismo y de este modo posponer su propia muerte. El usuario de la técnica gana con ello la habilidad de usar técnicas elementales de los cinco tipos que existen. Cada vez que el usuario roba el corazón de la víctima, aparece una máscara en su espalda en señal de que ya tiene albergado en su cuerpo dicho corazón. Kakuzu escoge los corazones a robar de sus víctimas de forma tal que cada uno sea de una persona cuyo elemento de nacimiento sea diferente de los otros cuatro corazones incluyendo el suyo, pudiendo así abarcar jutsus elementales de cada uno de los 5 elementos como si fueran todos y cada uno su elemento de nacimiento en cuestión que resulta definitivamente imposible sin este Jutsu (el Jiongu) para cualquier otro shinobi pues todo ser humano solo tiene de nacimiento en su corazón (centro de la producción y circulación del chakra) una sola naturaleza del chakra con la que se desempeñara mejor que con los demás y la cual le será más fácil dominar en su vida, (a lo que se denomina: "naturaleza del chakra de nacimiento") como ley inviolable y sin excepciones, como Naruto con el aire o Kakashi y Sasuke con el rayo, etc; aunque puedan dominar otro u otros elementos como sasuke domina aparte también el fuego hábilmente por su pertenencia al clan Uchiha o Kakashi que domina casi todos excepto el aire, gracias, en parte a su especialmente desarrollado Sharingan, Orochimaru que decía dominarlos todos como lo hizo Nagato, que según Jiraiya logró dominarlos a todos gracias a su Rinnegan que se lo facilitaba, que dicho sea de paso es algo casi imposible. Conectando cada corazón a su red de chakra y así obtener un ninjutsu elemental insuperablemente poderoso con cualquiera de los 5 elementos principales, utilizando el corazón respectivo al o los elemento(s) a utilizar (pues puede utilizar más de uno al mismo tiempo, a través de las bocas de las máscaras, dando origen a jutsus elementales combinados de altísima potencia)...; es de resaltar que cada uno de los 4 corazones ya mencionados poseen su propia reserva de chakra (como una persona) lo que les permite realizar ninjutsus con chakra individualmente luego de separados del cuerpo de Kakuzu y que le da a su vez a este una gran cantidad de chakra en reserva (siendo esta no tan grande como la de Kisame, o un jinchuriki o bijuu). Cada corazón (con su respectiva máscara que lo representa, distingue y diferencia) puede desprenderse del cuerpo de Kakuzu, formando un propio cuerpo con los hilos negros de Kakuzu a cada corazón desprendido en el exterior y dándoles una gran movilidad, al punto que pueden correr a gran velocidad (como la máscara de agua), dar grandes saltos (como la máscara de fuego (que dicho sea de paso tiene un cuerpo muy grande por lo que con una gran resistencia) y rayo (la cual tiene también una gran velocidad)) y hasta casi volar o más bien planear por los cielos (como la máscara de aire), estos a su vez pueden unirse entre sí o reunirse con el cuerpo de Kakuzu para revivirlo o fortalecerlo, utilizando el corazón del monstruo de hilos negro con la o las máscara(s); estas propiedades de movilidad (ya explicadas) de cada máscara también pueden ser utilizadas por Kakuzu si estas se encuentran adheridas a su cuerpo.
Para realizar el "Jiongu" es necesario usar unos hilos que salgan de las manos (como puede verse cuando cose la cabeza de Hidan cuando Asuma se la corta), otra de la habilidades de Kakuzu, pero a diferencia de tenerlos únicamente en sus manos, Kakuzu los tiene en todo su cuerpo. Además, Kakuzu posee una poderosa técnica que le permite petrificar su cuerpo, que puede alcanza la dureza del diamante (se trata de una técnica de sellados del elemento tierra, la cual kakashi solo logra ver con el sharingan, debido a la rapidez de sus movimientos) proporcionándole esto una resistencia y defensa asombrosas y una enorme mejora de su taijutsu, así como la adquisición de una fuerza sobrehumana comparable o quizás superior a la fuerza de Tsunade.

### Misiones completas
- Misiones D: 2
- Misiones C: 12
- Misiones B: 56
- Misiones A: 32
- Misiones S: 3 (Hashirama Senju, Matatabi y Chiriku)

## Aparición en otros medios
Kakuzu ha aparecido en únicamente cuatro de los muchos juegos de la serie de Naruto, Naruto Shippūden:Shinobi Retsuden 3, Naruto: Clash of Ninja Revolution 3 Naruto Shippuden:Narutimate Accel 3y Naruto Shippuden Gekitou Ninja Taisen Special! En ambos se puede luchar con él en un modo multijugador y se puede pelear contra él en el "modo historia" del juego. Sin embargo, muchas de sus habilidades se ven reservadas como el uso del "Jiongu", su transformación completa, y el uso de técnicas elementales como el Fūton: Atsugai.

## Recepción
En encuestas sobre popularidad hechas a los fanes en distintas páginas de redes sociales como Yahoo! Respuestas, Kakuzu es uno de los personajes menos preferidos por el público debido a su poca aparición según Shōnen Jump. Sin embargo, en la más reciente encuesta sobre popularidad, Kakuzu obtuvo una mejor puntuación con respecto a pasadas, aunque siguió siendo uno de los últimos junto con Zetsu, Shodaime, Nidaime, Sarutobi, entre otros. Actualmente, Kakuzu está ubicado entre los 20 primeros, junto a otros personajes como Tobi/Obito Uchiha